# Los Negros (Bolivia)
Los Negros es una localidad de Bolivia, ubicada en la región de los valles. Administrativamente se encuentra en el municipio de Pampagrande de la provincia de Florida en el departamento de Santa Cruz.
La localidad se encuentra a una altitud de 1.684 m s. n. m., en una cuenca fértil que se formó en la confluencia del río Santa Rosa y la quebrada Seca. Los pueblos vecinos son El Pacay, La Junta y Pampagrande.

## Historia
En 1920, las tierras alrededor de la actual Los Negros pasaron por herencia a nombre de la Eloiza Cuellar, hija de Gerónimo Cuellar. Posteriormente, la heredaron sus hijos Segundino, Selfa y Anibal el año 1949.
Según relatos de los habitantes de Los Negros, la localidad creció debido a la construcción de la carretera troncal, conocida como Ruta 7, que conecta las ciudades de Cochabamba con Santa Cruz. El lugar fue un estacionamiento de los transportistas que cruzaban la carretera, apareciendo así a lo largo de la ruta pequeños restaurantes, alojamientos, comercio, entre otros servicios. Con el tiempo el comercio se hizo más fuerte, y a su vez llegaron muchos inmigrantes que se establecieron y se quedaron para vivir y así aumentar el crecimiento demográfico de esta localidad.
La localidad cuenta con un centro de salud.

## Geografía
Los Negros se encuentra en la zona de transición entre la Cordillera Central de los Andes y las tierras bajas de Bolivia. El clima de la región es semiárido, cálido y equilibrado, pero debido a la altitud es menos caluroso y húmedo que en las tierras bajas cercanas.
La temperatura promedio de la región es de 24,5 °C y fluctúa sólo ligeramente entre 21 °C en julio y 26 °C de noviembre a enero. La precipitación anual es de alrededor de 650 mm, con una estación seca distinta de mayo a octubre con precipitaciones mensuales inferiores a 20 mm, y una estación húmeda corta de diciembre a febrero con precipitaciones mensuales de 100 a 120 mm.

## Transporte
Los Negros se ubica a una distancia de 171 kilómetros por carretera al suroeste de Santa Cruz de la Sierra, entre las localidades de Mairana y Pampagrande.
La carretera nacional Ruta 7, de 488 kilómetros de longitud, pasa por Los Negros y conecta las ciudades Santa Cruz y Cochabamba. La Ruta 7 va desde Santa Cruz por La Guardia y La Angostura hasta llegar Samaipata y luego continúa por Mairana hasta Los Negros. Al oeste de Los Negros el camino continúa por Mataral, Comarapa y Epizana hasta Sacaba y luego Cochabamba.

## Demografía
La población de la localidad se ha más que duplicado en las últimas dos décadas:
| Año  | Habitantes | Fuente |
| ---- | ---------- | ------ |
| 1992 | 1.684      | Censo  |
| 2001 | 2.621      | Censo  |
| 2012 | 3.572      | Censo  |

La región tiene cierta proporción de población quechua, ya que en el municipio de Pampa Grande, el 26,3 % de la población habla quechua.
El centro más poblado del municipio es la localidad de Los Negros, seguido en importancia por Pampagrande y Mataral.